# Пширков Юліян Сергійович
Пширко́в Юліян Сергійович (біл. Юльян Сяргеевіч Пшыркоў; * 31 жовтня 1912, село Кістяни Рогачовського району,— † 23 грудня 1980) — білоруський літературознавець і критик. 
Автор праць з історії білоруської літератури й білорусько-українських літературних взаємин: «Т. Шевченко та білоруська література» (1951), «Великий син українського народу І. Франко» (1956) — обидві білоруською мовою. Один з авторів «Історії білоруської дожовтневої літератури» (1977).    